# Siège de Syracuse (877-878)
Pour les articles homonymes, voir Siège de Syracuse.
Batailles
- Mu'tah (629)
- Ajnadayn (634)
- Damas (634)
- Fahl (635)
- Yarmouk (636)
- Jérusalem (636-637)

- Héliopolis (640)
- Nikiou (646)

- Sufétula (647)
- Tahouda (683)
- Mammès (688)
- Carthage (698)
- Oued Nini (698)

- 1re Constantinople (674-678)
- Sébastopolis (692)
- Tyane (~708)
- 2e Constantinople (717-718)
- Andrinople (718)
- Nicée (727)
- Akroinon (740)

- Kamacha (766)
- Invasion de l'Asie Mineure (782)
- Kopidnadon (788)
- Krasos (804)
- Invasion de l'Asie Mineure (806)
- Anzen (838)
- Amorium (838)
- Mauropotamos (844)
- Poson (863)
- Bathys Ryax (872 ou 878)

- Syracuse (877-878)
- Stelai ou 1re Milazzo (880)
- 2e Milazzo (888)
- Taormine (902)
- Garigliano (915)
- Détroit (965)
- Georges Maniakès en Sicile (1038-1040)

- Phœnix de Lycie (655)
- Keramaia (746)
- Conquête musulmane de la Crête (années 820)
- Damiette (853)
- Raguse (866-868)
- Kardia (~872-873)
- Golfe de Corinthe (~873)
- Céphalonie (880)
- Chalcis (~883)
- Thessalonique (904)

- Portes ciliciennes (878)
- Campagnes de Jean Kourkouas (926-944)
- Marach (953)
- Raban (958)
- Andrassos (960)
- Campagnes de Nicéphore II Phocas (956-969)
- Chandax (960-961)
- Alexandrette (971)
- Campagnes de Jean Tzimiskès (~950-975)
- Gués de l'Oronte (994)
- Alep (994-995)
- Apamée (998)
- Campagnes de Basile II (979-999)
- Azâz (1030)

Le siège de Syracuse en 877-878 débouche sur la chute de la cité, qui est alors la capitale byzantine de la Sicile, au profit des Aghlabides. Le siège s'étale d'août 877 au 21 mai 878, date à laquelle la ville, abandonnée par le pouvoir central byzantin, est mise à sac par les Arabes. Cet événement constitue un moment important de la conquête musulmane de la Sicile.

## Contexte
Les Aghlabides ont déjà tenté de s'emparer de la ville sans succès en 828, juste après leur débarquement sur l'île en 827. En dépit de cet échec, ils parviennent à s'installer à l'ouest de la Sicile et à progresser peu à peu vers le centre de l'île. D'autres tentatives de s'emparer de Syracuse sont menées en 868, 869 et 873, sans succès.
En 875, l'émir Mohammed II, peu porté sur la guerre, décède. C'est son frère Ibrahim II, plus belliqueux, qui lui succède. Il est déterminé à s'emparer de Syracuse et il nomme un nouveau gouverneur sur l'île, en la personne de Dja'far ibn Mohammed. En outre, il envoie une flotte depuis l'Ifriqiya (le Maghreb) pour soutenir les troupes arabes en Sicile.

## Le siège
Dja'far commence sa campagne en 877 en razziant les territoires byzantins à l'est de l'île et en occupant les forts aux alentours de Syracuse. Le siège de la cité commence en août, par le blocus terrestre et maritime de la ville. Les événements lors du siège sont décrits de manière assez précise par le témoin oculaire Théodose le Moine, qui en fait le récit durant sa captivité,.
La résistance de la ville est conduite par un patrice dont l'identité ne nous est pas parvenue. Quant aux Arabes, ils sont dirigés dans un premier temps par Dja'far mais celui-ci retourne ensuite à Palerme et confie le commandement à son fils, Abou Ishaq. Les assiégeants sont bien fournis en armes de sièges, comprenant des mangonneaux et ils lancent des assauts répétés, de jour comme de nuit. Théodose consacre la majeure partie de son récit aux souffrances des habitants, « frappés par la faim et la maladie » ainsi qu'à « l'hyperinflation des prix pour des quantités dérisoires de nourriture ». Un boisseau de blé coûte 150 nomismata d'or, un boisseau de farine 200 et un bœuf 300 nomismata. Après plusieurs mois de siège, les habitants ont épuisé leurs réserves d'huile, de fruit, de fromage, de poisson et de légumes. Ils en viennent à se nourrir de gras, de la peau des animaux et certains auraient eu recours, selon Théodose, au cannibalisme, en mangeant les morts et les enfants,.

Carte de la Sicile.

En dépit de l'importance stratégique de Syracuse, les sources font apparaître que les efforts des Byzantins pour secourir la ville sont limités. Ibn al-Athîr rapporte que quelques navires byzantins apparaissent devant la ville mais ils sont vaincus sans difficulté. Dans le même temps, le gros de la flotte byzantine est mobilisé pour transporter les matériaux de construction nécessaires à la construction de la Nea Ekklesia, l'église construire par Basile Ier à Constantinople. Quand la flotte fait finalement voile vers la Sicile, sous la direction d'Adrianos, elle est tellement retardée par des vents contraires à Monemvasie qu'elle y apprend la chute de Syracuse. Sans opposition sur les mers, les Arabes peuvent détruire les fortifications protégeant les deux ports de la ville. L'une des tours est démolie, de même que les murs adjacents, ouvrant une brèche où les Arabes concentrent leurs attaques. Toutefois, le patrice de la ville rassemble les défenseurs et, durant vingt jours, parvient à combler à tenir la position contre des adversaires supérieurs en nombre.
La cité finit par tomber dans la matinée du 21 mai 878 après neuf mois de siège. Les défenseurs venaient de se retirer des murailles pour se reposer et déjeuner, ne laissant qu'une garde limitée pour tenir la brèche, sous la conduite de Jean Patrianos. Les Arabes en profitent pour lancer une attaque surprise, utilisant tous leurs engins de siège en même temps pour soutenir leur offensive. Le patrice se précipite alors pour rejoindre les défenseurs mais les Arabes les ont tués et viennent de pénétrer dans la cité. Un détachement qui tente de bloquer la voie vers l'église du Sauveur est annihilé et les Arabes pénètrent dans l'église où la plus grande partie de la population s'est réfugiée et périt dans le massacre qui s'ensuit. Le patrice se retrouve isolé avec soixante-dix hommes au sein d'une tour, jusqu'à ce qu'il soit contraint de se rendre le lendemain. Quant à Théodose, il assiste à la liturgie dans la cathédrale quand la nouvelle de la chute de la cité lui arrive. Il est alors fait prisonnier avec l'archevêque. À la différence de ce qui intervient dans l'église du Sauveur, les Arabes ne les maltraitent pas mais forcent l'archevêque à révéler l'emplacement de la sacristie, où les objets précieux sont conservés.
La plus grande partie de la population est tuée lors du sac de la ville. Selon Théodose, parmi les seuls notables, plus de 4 000 sont tués. Le commandant arabe, Abu Ishaq, fait exécuter le patrice byzantin la semaine suivante et les soixante-dix hommes qui ont formé le dernier carré de la résistance byzantine sont emmenés à l'extérieur de la ville et battus à mort. Nicétas de Tarse, l'un des défenseurs, est pris à part, torturé puis exécuté pour avoir insulté le prophète Mahomet lors du siège. Seuls quelques mardaïtes venant du Péloponnèse ainsi que quelques soldats de la garnison parviennent à s'enfuir et à atteindre la Grèce, où ils informent Adrianos de la chute de la ville. Cette dernière est pillée et pratiquement complètement détruite. Selon Ibn al-Athîr, les Arabes restent dans la ville durant deux mois avant de revenir vers leur base, laissant la cité en ruines. Ibn al-Athîr affirme aussi qu'une escadre byzantine apparaît devant la ville mais est repoussée après une bataille lors de laquelle quatre navires byzantins sont coulés.

## Suites
Dja'far ne profite pas très longtemps de ce succès car la même année, il est tué par deux de ses esclaves, à l'instigation de son oncle et de son frère, qui s'emparent de la province. Cet événement marque le commencement d'une période de troubles internes parmi les Musulmans de Sicile. Toutefois, le conflit avec les Byzantins se poursuit dans les années 880, les Arabes tentant de soumettre les dernières forteresses byzantines dans le tiers nord-est de l'île, sans grand succès. Les raids permettent de constituer des butins qui servent à payer l'armée mais aucune position n'est conquise. Durant la même période, un sursaut byzantin intervient sur l'Italie continentale où des généraux comme Nicéphore Phocas l'Aîné remportent une série de victoires contre les Arabes.
Le manque de succès face aux Byzantins exacerbe les tensions parmi les Arabes. À Palerme, une rébellion éclate en 886 puis en 890. Ces tensions émanent de divisions diverses, notamment entre les Arabes et les Berbères, entre les Siciliens et les nouveaux arrivants d'Ifriqiya et entre les Palermitains et les habitants d'Agrigente. En 898, une véritable guerre civile entre les Arabes et les Berbères débute et ne se termine qu'avec la prise de Palerme en 900 par Abdallah, le fils d'Ibrahim II. En outre, Abdallah remporte plusieurs victoires contre les Byzantins, avant d'être rappelé en Afrique par son père. Par la suite, Ibrahim se rend lui-même en Sicile avec des volontaires et s'empare de Taormine, la dernière grande forteresse byzantine de l'île, en août 902. Même si quelques forts sont encore conservés par les Byzantins au nord-est de la Sicile et que la dernière position chrétienne est conquise seulement en 965 avec la prise de Rometta,, la chute de Taormine marque la fin effective de la Sicile byzantine et la mainmise des musulmans sur l'île.